# Robert Maertens
Robert Bob Maertens (24 de gener de 1930 - 11 de gener de 2003) fou un futbolista belga.

## Selecció de Bèlgica
Va formar part de l'equip belga a la Copa del Món de 1954.